# رده‌شناسی زبانی
رده‌شناسی زبان یا گونه‌شناسی زبان یا رده‌شناسی زبانی یا گونه‌شناسی زبانی شاخه‌ای از دانش زبان‌شناسی است که در آن شاخه  جدا و رها از نگاه ژنتیک  به  ویژگی‌های دستوری  و چگونگی ساختار و جایگاه واژگان در هر زبان پرداخته و آنها را با هم سنجیده  و رده بندی میکند این ویزگی و ردهبندی هیچ  کاری به ژنتیک زبانها ندارد  و تنها به همانندیهای دیگر میپردازد 
برای نمونه  زبان پارسی باستان مونث و مذکر داشته و واژگان و نامها نیز صرف میشدند  و از این نگاه با عربی  در یک رده  هستند اما با  پارسی پهلوی و  پارسی دری  در یک رده نیست با انکه  پارسی   باستان  و پارسی پهلوی و پارسی دری  گوناگونی یک زبان در سه دوره  تاریخی  است .
دسته‌بندی‌های رده‌شناسی هیچ‌گونه  پیوندی با دسته‌بندی ژنتیکیِ زبان ندارد. در دسته‌بندی ژنتیکی، به خویشاوندی میان زبان‌ها  میپردازند و زبان‌ها به خانواده‌هایی مانند هندواروپایی(زبانهای آریایی) افروسامی (زبانهای سامی و خویشاوندان افریقایی اش) و آلتایی (زبانهای ترکی و مغولی و خویشاوندانش) دسته بندی  می‌شوند؛ ولی در رده‌شناسی ، زبانها بنا بر  چگونگی ساختار واژگان  و  ترتیب  و پیوند آن در گفتار رده بندی   میشود و بدینگونه  زبان‌هایی مانند دراویدی (بومیِ هند) و ترکی و  بانتو (آفریقا)  بی هیچ پیوند ژنتیکی میان انها  تنها برای  همانندیهایی دستوری  و دگر ویژگیها  رده بندی میشوند

## سیستم‌های رده‌شناسانه

### ترتیب نهاد، فعل و مفعول در جمله
یکی از معیارهای رده‌شناسی زبانی، ترتیب نهاد، فعل و مفعولِ مستقیم در جمله است. از این نگاه، زبان‌ها به شش دسته تقسیم می‌شوند:
- نهاد-فعل-مفعول
- نهاد-مفعول-فعل
- فعل-نهاد-مفعول
- فعل-مفعول-نهاد
- مفعول-نهاد-فعل
- مفعول-فعل-نهاد